# Anna Leszczyńska (1660–1727)

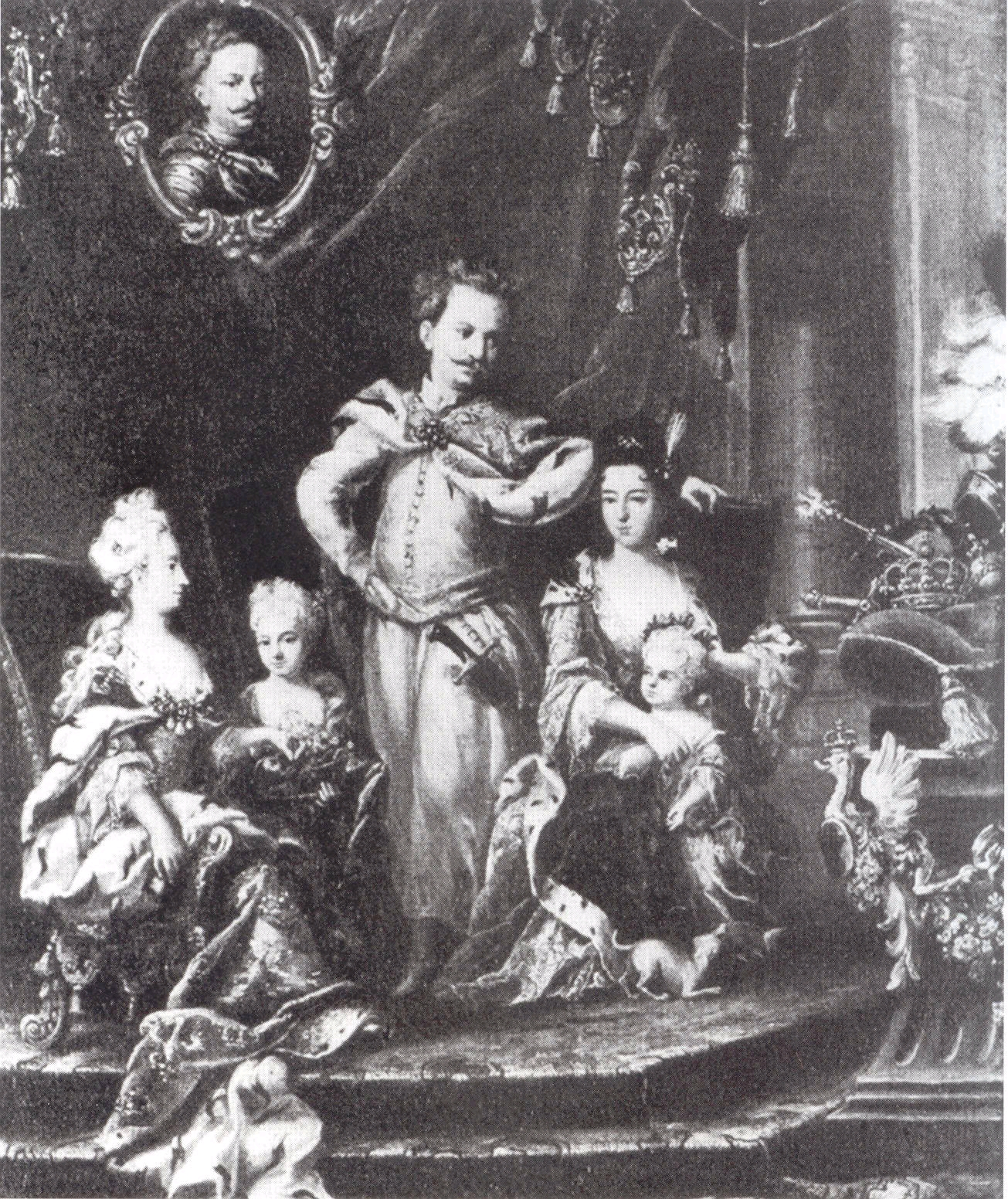

Anna z Jabłonowskich Leszczyńska herbu Prus III (ur. 1660, zm. 29 sierpnia 1727 w Zweibrücken) – polska magnatka, córka hetmana wielkiego koronnego Stanisława Jana Jabłonowskiego i Marianny Kazanowskiej, od 1676 żona podskarbiego wielkiego koronnego Rafała Leszczyńskiego, matka króla Polski Stanisława Leszczyńskiego, jej wnuczka Maria Leszczyńska była od 1725 królową Francji, poślubiwszy Ludwika XV.
Aktywna w polityce dworskiej; była określana jako "prawdziwa dusza dworu Stanisława". 